# 파리사티스 2세
파리사티스 2세(Parysatis II)는 페르시아 제국 아르타크세르크세스 3세의 막내 딸로 기원전 324년 수사에서 열린 합동결혼식에서 알렉산더 대왕과 결혼식을 올렸다. 그러나 알렉산더 대왕의 사후, 제1 왕비였던 록사네에게 피살당한 것으로 추정된다.

## 초기
기원전 338년 부왕인 아르타크세르크세스 3세의 죽음으로, 그녀의 오빠인 아르세스가 잠깐동안 페르시아를 통치했지만, 둘째 조카였던 다리우스 3세가 기원전 336년 왕위를 잇는다. 아버지의 죽음 이후, 파리사티스와 그녀의 자매들은 페르시아 궁전에서 계속 살았던 것으로 추정된다. 알렉산더 대왕의 침공으로 다리우스 3세가 원정을 가 있는 동안, 파리사티스와 그녀의 자매들은 많은 페르시아 엘리트들과 함께 페르시아 군에 동행을 했다. 이소스 전투의 패전으로 파르사티스와 그녀의 친척들은 다마스쿠스에서 마케도니아의 장군 파르메니온에게 포로로 잡혔다.

## 알렉산더
알렉산더가 인도에 원정을 나갔을 때는 다리우스 가문의 여인들은 수사에 남았던 것으로 보인다. 아리아노스에 따르면, 기원전 324년 파리사티스는 수사에서 알렉산더와 결혼식을 올렸다. 같은 날, 알렉산더는 다리우스의 장녀 스타테이라와도 결혼식을 올린다. 두 여인과 결혼을 함으로써, 알렉산더는 아케메네스 왕조의 두 왕가와 탄탄한 결속을 다졌다. 결혼 연회는 5일간 진행되었다. 그 시기 동안, 다른 90명의 페르시아 귀족 여인들도 알렉산더 3세에게 충성을 맹세한 마케도니아와 그리스의 군인들과 결혼식을 올렸다.
결혼식 이후, 파리사티스의 이름을 언급하는 기록은 남아있지 않지만, 엘리자베스 도넬리 카니와 같은 어떤 역사학자들은 스타테이라의 죽음으로 설명이 된다고 믿고 있다. 플루타르코스가 파리사티스를 스타테이라의 동생인 드리페티스로 오인했다는 것이다. 플루타르코스의 기록에 의하면, 기원전 323년 알렉산더 대왕의 사후, 제1 왕비였던 록사네가 아들 알렉산더 4세의 지위를 공고히 하기 위해 스타테이라와 그의 자매를 처단하라고 명령했다는 것이다. 카니는 파리사티스도 그런 희생양이 되었다는 것이 더 이치에 맞다고 주장했다. 파리사티스가 알렉산더 대왕의 왕비였다면, 스타테이라처럼, 임신했을 가능성을 주장할 수 있으며, 그것이 록사네에게 위협이 되었다는 설명이었다.

## 참고 문헌
- Carney, Elizabeth Donnelly (2000), 《Women and Monarchy in Macedonia》, Norman, OK: University of Oklahoma Press, ISBN 0-8061-3212-4
- Garthwaite, Gene R. (2005), 《The Persians》, Malden, MA: Blackwell Publishing, ISBN 1-55786-860-3
- O'Brien, John Maxwell (2001), 《Alexander the Great: The Invisible Enemy - A Biography》, New York: Routledge, ISBN 0-415-10617-6